# Centre Olímpic d'Ano Liosia
El Centre Olímpic d'Ano Liosia és un pavelló poliesportiu situat a Ano Liosia, un suburbi situat al nord-est de la ciutat d'Atenes (Grècia).
El pavelló fou construït amb motiu de la celebració dels Jocs Olímpics d'Estiu de 2004 amb l'objectiu d'acollir les proves de judo i lluita. Té una capacitat de 9.327 espectadors, si bé durant la realització dels Jocs només foren posades a la venda 6.200 entrades.